# Pla del Bon Aire
El Pla del Bon Aire, también escrito "Pla del Bonaire", es un barrio situado en el Distrito 5 o del Plà del Can Roca, de la ciudad de Tarrasa. Limita al norte con la Avenida Lacetània, al sur con la Avenida Béjar con el barrio de Can Roca y al este con la Carretera de Matadepera (BV-1275), Aunque el barrio también incluye el apéndice o más bien la urbanización o pequeño núcleo  del Pla del Bonaire-Garrot. 
La población es de 2715 habitantes según datos del año 2006 y su superficie es de 0,16 km². Su baja actividad comercial durante los primeros años de existencia y el volumen de las corrientes migratorias que poblaron las nuevas viviendas de la constructora catalana Adigsa, le atribuyeron el nombre de «barrio dormitorio», fenómeno que se manifestó con la creación de auténticas islas de casas a las afueras de la ciudad para dar cobijo a cientos de inmigrantes que hasta la fecha estaban distribuidos por toda la geografía. Gracias a estas nuevas creaciones urbanísticas, totalmente desarraigadas con la antigua cultura de la zona, el Pla del Bonaire pasó a formar parte del entramado de barrios que rodeaban las ciudades industriales del siglo XX y que constituían el hogar de los trabajadores principalmente extranjeros. Sin embargo, la evolución comercial, asociativa y de participación vecinal que ha experimentado el barrio con el paso del tiempo, así como las mejoras de sus infraestructuras y el mantenimiento de las existentes ha sido innegable.

## Historia

### La Cooperativa
En el año 1975, se empiezan a ocupar los bloques de pisos creados por la empresa constructora Adigsa, impulsada por la Generalidad de Cataluña. Los primeros habitantes fueron principalmente inmigrantes en la mayoría de casos del Sur de España. La creación del barrio se sitúa en los años 60’, dónde en los terrenos actualmente edificados, la cooperativa de trabajadores San Carlos Borromeo consigue a duras penas levantar un par de edificios en lo que se conocía como el “Pla de Can Roca”. 
Impulsados por la OSH (Obra Sindical del Hogar), pretendían satisfacer la escasa oferta de viviendas sociales en Tarrasa. Debido a malas gestiones internas, la cooperativa tuvo que cerrar en pleno proceso de urbanización de los terrenos, promovido por el Ayuntamiento de Tarrasa, de manera que quedaron los dos bloques de pisos construidos y algunas casas de autoconstrucción establecidas anteriormente. 
Una vez cerrada la cooperativa y tal y como estaba proyectado, empezó la construcción de los 19 inmuebles planeados. El proyecto fue traspasado al INV (Instituto Nacional de la Vivienda).

### Datos y venta de los inmuebles
El polígono de viviendas está definido como Ordenación Volumétrica Especial (OVE) en el Plan de Ordenación y consta de 11 bloques de 13 pisos (2 de los cuales, construidos por la cooperativa) y 8 más de 10 alturas, todos ellos con 4 puertas por rellano. En total, 892 viviendas y 44 locales. Las superficies útiles por planta son de 60 m² a 77 m².
El régimen de adjudicación fue el de compra-venda mediante la fórmula llamada renta limitada. Al principio se pagaba un 10% de la cantidad global (entre 500.000 i 600.000 ptas., dependiendo de la superficie del inmueble) y, durante 25 años, lo que falte con mensualidades que giraban en torno a las 1000-2000 ptas.

### La llegada de habitantes al barrio
Una vez finalizada la construcción de los pisos de Pla del Bonaire, un alud de familias (alrededor de 1000) se instaló en el barrio. En total unas 5.000 personas que empezaron a dar vida al conglomerado de pisos declarados de Protección Oficial. Pero ni mucho menos el proyecto del barrio había finalizado: quedaba la parte más esencial; las infraestructuras. La construcción de las calles, el alcantarillado y el alumbrado público fueron los primeros objetivos que se marcaron para construir.

### Nombre del barrio
Atrás quedaron los proyectos que clasificaban al barrio como isla de viviendas o polígono de casas durante su construcción. Una vez habitado el barrio, debía identificarse con un nombre, hasta ahora no definido.
Empezaron los conflictos para concretar como se iba a llamar el afloramiento de “rascacielos” del norte de Tarrasa. Pero la elección del nombre fue todo un ejemplo de la participación y convicción ciudadana. Desde la burocracia, el barrio se debía de llamar Can Roca, desde Barcelona, Polígono de Matadepera. Los vecinos, por otro lado, querían adoptar el nombre de la zona residencial situada cerca de Matadepera (al Norte del barrio, llamada pla del Bon Aire). La insistencia de los vecinos, ignorando cualquier imposición burocrática, hizo que el barrio terminará llamándose “Pla del Bon Aire”.
En el nombre de las calles no tuvieron que participar los vecinos, ya que antes de que finalizaran las obras de construcción de las viviendas, el ayuntamiento se había encargado de ello. Principalmente los nombres atienden a municipios del Vallés Occidental o a ciudades de comarcas barcelonesas.

## La vida en el barrio
Una vez terminó el proyecto de urbanización de los solares del Pla del Bon Aire el barrio empezó a ser habitado por numerosas familias a las que les habían sido adjudicadas las viviendas mediante el método de la renta limitada, pero de las construcciones iniciales, pronto surgieron los problemas. Los materiales defectuosos, el escaso transporte y la atención limitada a las viviendas intensificó el aislamiento del centro de la ciudad. Era frecuente el vandalismo en los solares que separaban el barrio del resto de la ciudad, por lo que los vecinos decidieron hacer turnos de vigilancia debido a la falta de policía en las proximidades.
Los principales problemas estructurales con los que se encontró el barrio los primeros años fueron la falta de alumbramiento y de transporte público que comunicara con el centro.
Hubo un amago de solucionar el problema de falta de farolas en las calles del Pla del Bon Aire: el Ayuntamiento cambió las antiguas farolas corroídas por la falta de uso por nuevas, pero se negaba a conectarlas a la red eléctrica. Por primera vez, para solucionar este problema, se llevó a cabo un acto de protesta, reuniendo a la multitud de vecinos, unidos para reclamar que las calles se iluminaran de noche.
Otro fenómeno físico que se manifestó en los bloques del Bonaire fueron las humedades, que afectaban estructuralmente a las viviendas y que también, mediante protestas, se empezaron a solucionar gradualmente. También se extendieron los problemas a otros materiales de construcción, inapropiados o mal utilizados.
Como organismo de protesta, los vecinos indignados con la situación del barrio acudían al Síndico de Agravios de Cataluña.
En conclusión, ninguna promotora quería reconocer los defectos de la obra ni de los materiales utilizados e intentaban quitarse de las manos el control del polígono de viviendas trasfiriendo el proyecto a otras instituciones. En 1985, el control urbanístico del barrio pasó a ser de la Generalidad de Cataluña.

### Educación
El CEIP Pere Viver y Americh fue una de las pocas infraestructuras que nació con la aparición del barrio, aunque con ciertas deficiencias, pasó a ser el principal equipamiento colectivo. Atendiendo la demanda educativa que venía acompañada con la llegada de los primeros habitantes al barrio, el colegio empezó a funcionar como centro de educación infantil y primaria.
En los últimos años, ha ido creciendo la población en el barrio, familias muy jóvenes... se ha incorporado un nuevo centro de educación primaria el colegio público Serra de l'Obac.

### El comercio
La actividad comercial empezó en el barrio un año después de la llegada de las oleadas de habitantes que poblaron el barrio. Una panadería, la farmacia, el colmado... eran las únicas tiendas en un barrio de 5000 personas, situadas en los locales de los dos pisos de la cooperativa. Años después, el comercio se fue asentando en el barrio, cuando los locales de los nuevos bloques de pisos fueron adjudicados.

### El centro cívico
El barrio tuvo que esperar 15 años para que apareciera uno de los símbolos que unen a cualquier comunidad en nuestra sociedad, un centro social de convenciones. En el Pla del Bon Aire se empezó a construir en 1990 y en 1992, era inaugurado por el presidente Jordi Pujol. Como la mayoría de infraestructuras del barrio a partir de 1980, el centro cívico estaba gestionado por la Generalidad de Cataluña. A raíz de su creación, aparecieron nuevas actividades culturales que fomentaron la cohesión social entre la población joven que ha habitado en el barrio durante los años de historia.

### Asociaciones
Detrás de la gran mayoría de reformas e innovación de las infraestructuras que se llevaban a cabo en los años del franquismo y posteriores había un fuerte movimiento vecinal. En el barrio, este se formó de manera oficial cuando se construyó el Pla del Bon Aire. Fue l'AV del Pla del Bon Aire, con el centro neurálgico de sus actividades en el centro cívico y en el Centre D'Esports. Desde la asociación se ha promovido la creación del polideportivo y del centro cívico.

#### El polideportivo
La creación del Centre d'Esports Bon Aire y entidades deportivas como la Escuela de Futbol Bonaire o el Club Egara, supuso un fomento de la actividad deportiva del barrio y se incrementó la participación vecinal en actividades colectivas. Tampoco fue fácil abrir el centro de deportes ya que, aun estando finalizadas las obras, las instalaciones no fueron operativas hasta que la presión de la asociación no consiguió ponerlas en marcha. Sus precios populares han empujado a muchos habitantes de la barriada a participar a lo largo de su funcionamiento en las números actividades que se han ofertado. Posiblemente el control de la Generalidad de Cataluña influyó de manera positiva en el establecimiento del precio de las actividades y de la facilidad a la hora de gestionar los presupuestos. En la actualidad el polideportivo “Centre d’Esports Bonaire”, es gestionado por el Club Natació Terrassa y también por el Club Gimnàstic Terrassa, cuenta con pocas visitas pero se especulan proyectos de remodelación.
Dentro del polideportivo podemos encontrar también espacios, como el club de petanca Quatre Barras ~ Bonaire, o el Campo de Futbol del EF Bonaire.

#### Los Partidos Políticos
El claro aire reivindicativo y de disconformidad que reinaba en el barrio los primeros años, condujeron rápidamente a la necesidad de dar apoyo a un partido de ideas socialistas, que pudiera defender los intereses comunes de los recién instalados en el Bonaire. El PSUC, resultó hacer campaña positiva a favor del barrio, respondiendo a las demandas de los vecinos y llevándolas al papel.

#### La parroquia
Durante los primeros años del barrio, en una local de uno de los bloques, se construyó una pequeña capilla dónde se celebraban matrimonios, comuniones, misas... y que dependía de la parroquia del Carmen, ubicada en Sant Pere Nord. Gracias a la parroquia, se promueven actividades entre jóvenes como el Esplai del Bonaire.

## Esplai Bonaire
El Esplai Bonaire se fundó el año 1989. Un grupo de monitores y monitoras de entre 18 y 25 años decidieron hacer actividades para los niños, niñas y jóvenes durante todos los sábados por la tarde de manera voluntaria. El objetivo de este proyecto pretendía y pretende dar una educación en el ocio comprometida a la transformación social mediante la transmisión de valores que fomenten la coeducación, la participación de los niños y niñas y el libre pensamiento, entre otros. 

##### Localización
El esplai empezó desarrollando sus actividades en los bajos del bloque 13 del barrio, y más tarde, se ubicó en la caseta del conserje de la escuela Pere Viver, donde todavía realiza sus actividades gracias a la cesión del local por parte del ayuntamiento a la entidad. Sus instalaciones todavía no están 100% adaptadas pero son muy acogedoras. El local, con un total de 4 salas, cocina y baño, dispone de un pequeño patio interior y un patio exterior con acceso directo a la escuela adjunta. Actualmente, y desde hace años, el esplai está totalmente desvinculado de la parroquia del barrio. 

##### Actividades
El Esplai Bonaire realiza diferentes actividades, entre las que destacan esplai de sábados (de 16:00h a 18:30h), casales de verano (desde 1998) y colonias de verano. Las actividades que realiza la entidad están subvencionadas por el ayuntamiento y la Generalidad de Cataluña, haciendo más fácil la realización de las mismas. Además, se mantiene un continuo vínculo con servicios sociales. Respecto los casales de verano, cabe destacar que el Esplai Bonaire ha dado uno de los servicios más grandes a nivel de ciudad, llegando a la cifra de 152 inscritos e inscritas durante el 2021. Actualmente disfrutan de esta actividad aproximadamente 140 participantes.

##### Últimos años
Durante mucho tiempo, la presidencia de la entidad ha estado ejercida por Luis Francisco Núñez, aunque actualmente (desde 2015) el cargo es ocupado por María José Casares López, que recoge el relevo de Roger Sabán Viñals (2015-2017). Respecto a los monitores y monitoras que hacen posible el funcionamiento de la entidad, hay que subrayar su figura de voluntarios y voluntarias, muchos de los cuales disponen de formación sobre educación en el ocio y tiempo libre y formación en ámbitos sociales. Además, en estos últimos meses, se ha producido una renovación del equipo después de una etapa muy enriquecedora de traspaso intergeneracional en la entidad. También en los últimos años se está intensificando mucho la relación con el barrio vecino Can Roca (situado también, en el Plà del Can Roca).